# GAZ–M1
A GAZ–M1 szovjet személygépkocsi, amelyet a Gorkiji Autógyár (GAZ) gyártott 1936–1943 között. Több mint 60 ezret gyártottak belőle. Ez volt az első teljesen fémépítésű szovjet személygépkocsi, bár az első gyártási sorozatoknál egyes karosszériaelemeket a technológiai hiányosságok miatt még fából készítettek.

## Története
A jármű alapjául a Ford Model B 1934-es változata, a Model 40A szolgált. A GAZ szerződés alapján megkapta a gyártási dokumentációt az amerikai féltől. A GAZ-nál a gyártáselőkészítés már önállóan történt. A GAZ–M1 jelzést kapott jármű első kísérleti példányai 1935 februárjában készültek el, majd 1936 májusában elindult a sorozatgyártás. Még abban az évben az év végéig 2524 db GAZ–M1 készült el. A GAZ–M1 típusjelzésben az M betű Vjacseszlav Molotovra utal, akinek a nevét 1935-től 1957-ig viselte a Grokiji Autógyár. A sorozatgyártással 1941-ben leálltak, de a jármű összeszerelése a meglévő alkatrészekből még több évig folytatódott. Összesen 62 888 darabot gyártottak.
A második világháborús időszak egyik legelterjedtebb szovjet személygépkocsija volt. A Vörös Hadseregben 1941. júniusi állapot szerint 10 500 darab állt szolgálatban. Ezeket 1941–1942-ben parancsnoki gépkocsiként használták. A háború későbbi éveiben a Vörös Hadseregben nagy részüket a kölcsönbérleti szerződés keretében szállított amerikai járművek váltották fel. Többféle kivitelben készült. A GAZ–M1-en alapuló speciális járművek voltak a FAI–M és a BA–20 páncélgépkocsik.

## Típusváltozatok
GAZ M–415 – Pickup kivitelű teherszállító változat 400 kg-os terhelhetőséggel.
GAZ–11–40 – Nyitott, ponyvával fedhető karosszériával készült változat, melybe a 76 LE-s, hathengeres GAZ–11 benzinmotort építették.